# Glory by Honor XIV
Glory By Honor XIV est une manifestation de catch produit par la Ring of Honor (ROH), qui sera disponible uniquement en ligne, ainsi que sur Destination America. Le PPV s'est déroulé le 24 octobre 2015 au Montgomery County Fairgrounds Coliseum à Dayton, dans l'Ohio. Ce sera le 14e Glory By Honor de l'histoire de la ROH.

## Contexte
Les spectacles de la Ring of Honor en paiement à la séance sont constitués de matchs aux résultats prédéterminés par les scénaristes de la ROH. Ces rencontres sont justifiées par des storylines - une rivalité avec un catcheur, la plupart du temps - ou par des qualifications survenues au cours de shows précédant l'évènement. Tous les catcheurs possèdent un gimmick, c'est-à-dire qu'ils incarnent un personnage face (gentil) ou heel (méchant), qui évolue au fil des rencontres. Un pay-per-view comme Glory by Honor est donc un événement tournant pour les différentes storylines en cours.

### ROH Champions vs. ROH All-Stars
Le 18 septembre, lors de All Star Extravaganza VII, Jay Lethal conserve ses deux ceintures (championnats télévisuel et mondial de la ROH) contre respectivement Bobby Fish et Kyle O'Reilly. De leurs côtés, The Kingdom remportent les titres mondiaux par équipe en battant The Addiction. Le 29 septembre, la fédération annonce un match entre les champions actuels et une équipe "All-Stars". Le 9 octobre, la fédération annonce que cette dernière équipe sera composée de ACH, de l'ancien aspirant au titre mondial Roderick Strong et du nouveau challenger A.J. Styles. Le 23 octobre, Roderick Strong bat Jay Lethal et remporte le championnat du monde de la télévision et intègre ainsi l'équipe championne. Avec la blessure de ACH, l'équipe All Stars est remaniée et est composée de The Addiction, Dalton Castle et Moose.

## Résultats
| # | Matchs, | Stipulation                        | Durée |
| --- | --- | ---------------------------------- | ----- |
| Dark | Kongo bat The Outlaw | Match simple                       |       |
| 1 (WOH) | Kelly Klein (avec B.J. Whitmer) contre Ray Lynn (avec Dylan Bostic (en)) | Match simple                       | 1:12  |
| 2 | Adam Cole bat Will Ferrara (en) | Match simple                       | 9:14  |
| 3 | All-Night Express (en) (Kenny King & Rhett Titus) battent Silas Young et Beer City Bruiser (avec The Boys) | Match par équipe                   | 11:20 |
| 4 | Caprice Coleman bat Samson Walker | Match simple                       | 8:15  |
| 5 | Michael Elgin bat Donovan Dijak (avec Truth Martini et Taeler Hendrix) | Match simple                       | 18:55 |
| 6 | Joey Daddiego (avec Truth Martini et Taeler Hendrix) bat Shaheem Ali | Match simple                       | 6:52  |
| 7 | Cliff Compton bat Cedric Alexander (avec Veda Scott (en)), Adam Page (avec B.J. Whitmer et Colby Corino) et Bob Evans | Four Corner Survival match         | 8:00  |
| 8 | Briscoe Brothers (Jay Briscoe et Mark Briscoe) (avec O.D.B) battent War Machine (Hanson & Raymond Rowe) | Match par équipe                   | 20:48 |
| 9 | Team Champions : Jay Lethal (avec Truth Martini), Roderick Strong et The Kingdom (Michael Bennett & Matt Taven) (avec Maria Kanellis) battent Team All-Stars : Dalton Castle, The Addiction (avec Chris Sabin) et Moose (avec Stokely Hathaway) | Six Man Elimination Tag Team match | 33:30 |
| (c) désigne le(s) champion(s) défendant son titre dans le match. (WOH) désigne que le combat est diffusé sur l'émission Women of Honor | |                                    |       |